# Peugeot Type 83
La Peugeot Type 83 est un modèle d'automobile produit par le constructeur français Peugeot en 1906.